# Arbo
Arbo – miasto w Hiszpanii, w prowincji Pontevedra, we wspólnocie autonomicznej Galicja.